# Cirilo Antonio Rivarola
Cirilo Antonio Rivarola Acosta, (Barrero Grande, 10 de mayo de 1834-Asunción, 31 de diciembre de 1878) fue un político y presidente paraguayo, miembro del triunvirato que se formó de manera paralela al gobierno de Francisco Solano López, fue el cuarto gobierno en ostentar el título de presidente y el tercero de manera constitucional.
Sucedió a Facundo Machaín luego de un golpe, asumió sus funciones como presidente provisorio el 1 de septiembre de 1870 hasta el  25 de noviembre de ese año, durante ese periodo se reunió la Asamblea Constituyente que redactó y sancionó la Constitución de 1870 en la que fue nombrado Presidente Constitucional para el período 1870-1874. Sin embargo, el 18 de diciembre de 1871 renunció al cargo debido a tensiones internas en el país caracterizadas por manifestaciones violentas y revoluciones.
Tras su renuncia vivió oculto en la zona de Eusebio Ayala (ex Barrero Grande), departamento de Cordillera de Paraguay. 
El gobierno del presidente Cándido Bareiro le concedió garantías para que retornara a la ciudad Capital y así lo hizo. El 31 de diciembre de 1878 luego de entrevistarse con el presidente Cándido Bareiro es asesinado a puñaladas en el ex mercado de Asunción de Palma e Independencia Nacional por unos individuos enmascarados.